# Vuillery
Vuillery ist eine französische Gemeinde mit 43 Einwohnern (Stand: 1. Januar 2022) im Département Aisne in der Region Hauts-de-France (frühere Region: Picardie). Sie gehört zum Arrondissement Soissons, zum Kanton Fère-en-Tardenois und zum Gemeindeverband Val de l’Aisne. Sie ist Trägerin der Auszeichnung Croix de guerre 1914–1918.

## Geographie
Die Gemeinde Vuillery liegt acht Kilometer nordnordöstlich von Soissons. Durch das Gemeindegebiet verläuft die Bahnstrecke La Plaine–Hirson. Nachbargemeinden von Vuillery sind Terny-Sorny im Norden, Margival im Osten, Braye im Süden sowie Clamecy im Westen.

## Bevölkerungsentwicklung
| Jahr                       | 1962 | 1968 | 1975 | 1982 | 1990 | 1999 | 2008 | 2015 | 2022 |
| Einwohner                  | 53   | 30   | 26   | 20   | 31   | 24   | 32   | 44   | 43   |
| Quellen: Cassini und INSEE |      |      |      |      |      |      |      |      |      |

## Sehenswürdigkeiten

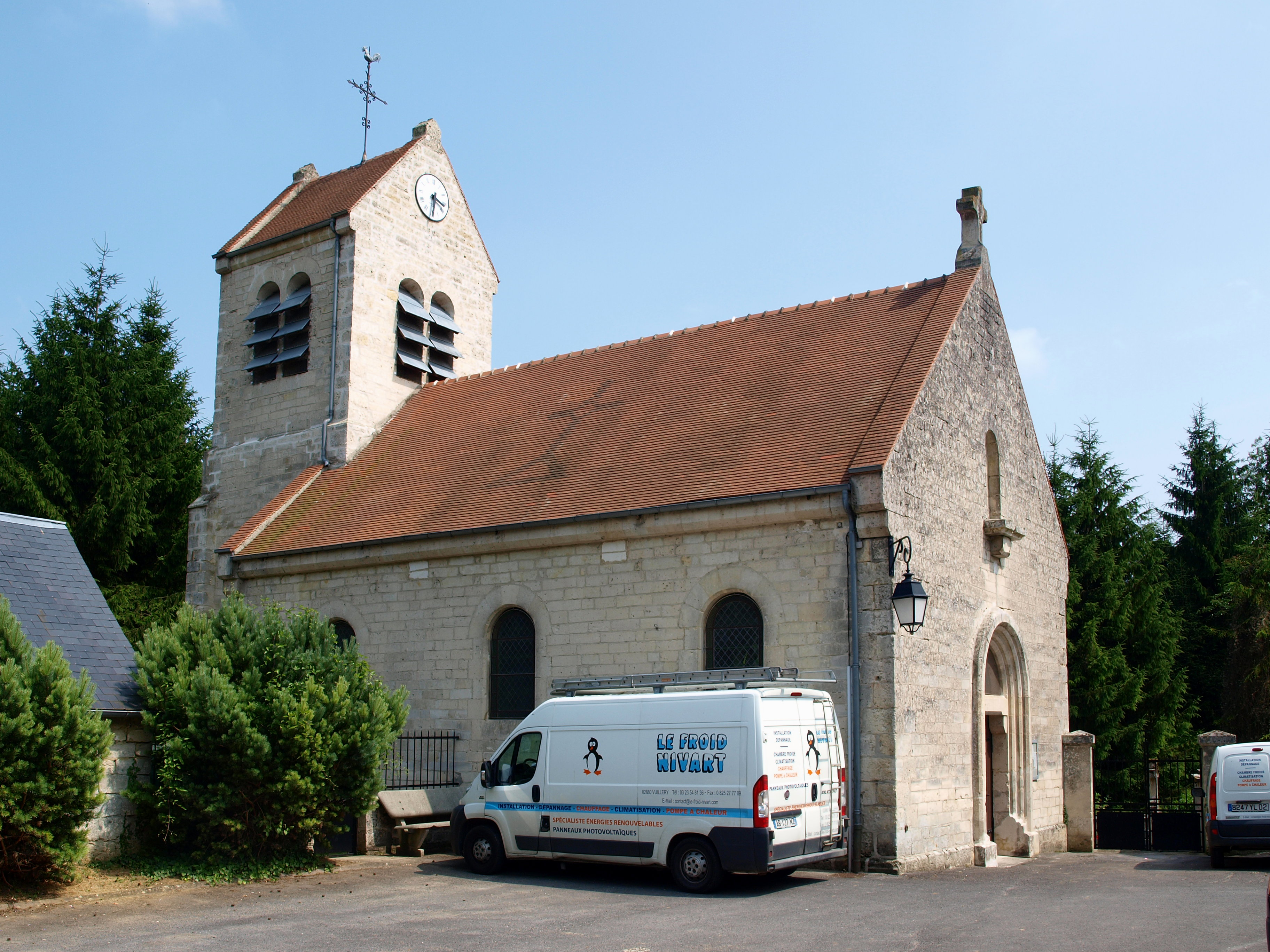
Kirche Notre-Dame
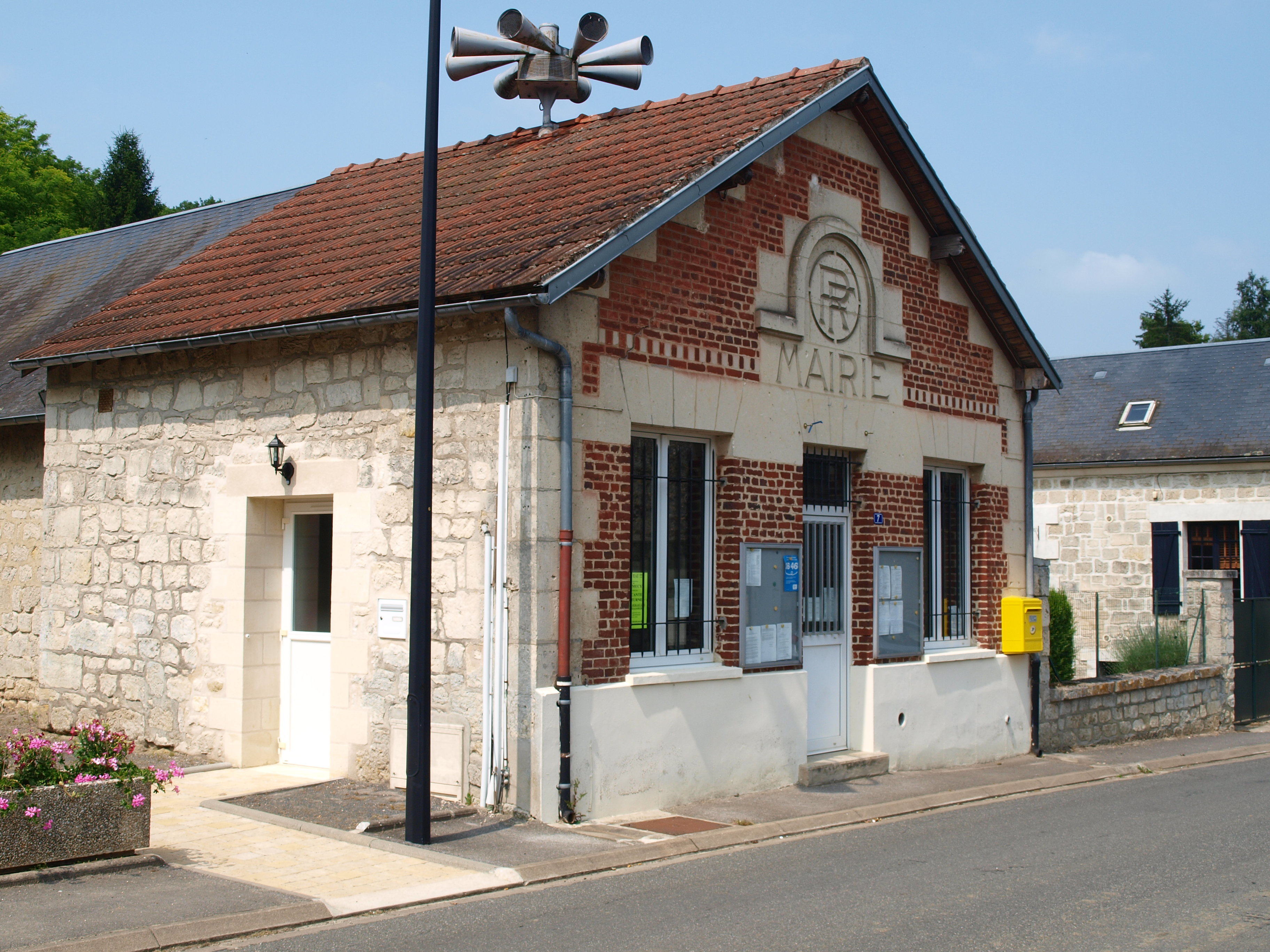
Mairie Vuillery

- Kirche Notre-Dame
- Mairie Vuillery